# Pietro Pollidori
Pietro Pollidori (Fossacesia, 1687 – Roma, 1748) è stato un storiografo italiano.
Scrittore di storia locale, fratello di Giovan Battista Pollidori e, come per questi, si hanno scarne notizie della sua vita. A volte il suo nome figura come Pietro Polidoro o Polidori.

## Biografia
Nel 2010 Gianfranco Natale ricostruisce la sua vita, con la traduzione dal latino di alcune 
dissertazioni delle "Antiquitates Frentanorum", in una pubblicazione della "Rivista abruzzese" di Lanciano (Ch). Pollidori nacque a Fossacesia da genitori di San Vito. Passò gran parte della sua vita a Nardò, trascorrendo in seguito col fratello Giambattista, la vita a Roma. Il Natale ricostruisce la sua opera storica, che non fu sempre brillante perché Pollidori attinse a diverse fonti per le sue pubblicazioni, spesso assecondando il volere dei committenti, vescovi, canonici, abati; già dalla sua prima pubblicazione sulla storia della diocesi di Nardò, il Pollidori falsificò dei documenti per far risultare che fosse la più antica del Salento e dunque degna di privilegi.
Altre opere furono sulla storia dell'abbazia benedettina di San Giovanni in Venere, sulla diocesi di Larino e su San Pardo, su San Leo di San Martino in Pensilis, sulla vita di Cristo. 
Viene menzionato spesso per quel che concerne la letteratura e la storiografia, riguardante in particolar modo il Regno di Napoli. È citato nel libro del Tiraboschi, riguardo a delle notizie sullo Steuco che avrebbero dovute essergli recapitate, ma che nel frattempo era morto. Ne parla Benedetto Croce come di « ...un noto erudito abruzzese dei primi del settecento ».

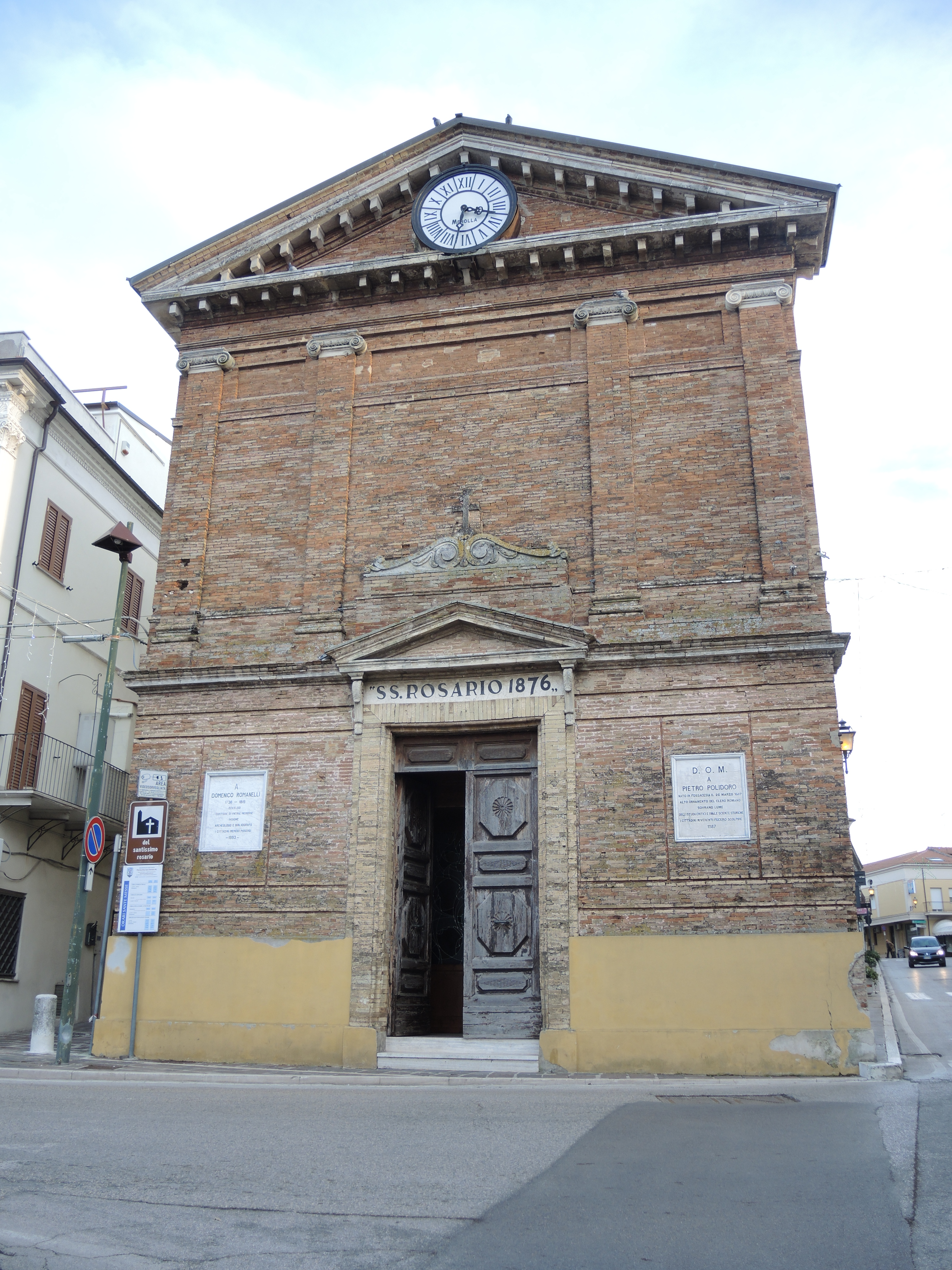
Facciata della chiesa del Santissimo Rosario di Fossacesia, con le lapidi laterali in memoria di Romanelli e Pollidori

C'è chi più recentemente lo accusa di falsificazioni storiche create ad arte insieme al fratello Giovan Battista Pollidori, infatti già il raccoglitore di epigrafi latine Theodor Mommsen bollò come spurie e false molte sue iscrizioni riportate nell'opera De Antiquitatibus Frentanorum. Furono criticate anche le dissertazioni di Giovan Battista Polidori sulla storia dei monasteri di san Giovanni in Venere e Santo Stefano in Rivomaris.
L'abate e storico Domenico Romanelli, anche lui fossacesiano, molto attinse da Pollidori per le sue opere sulla storia antica della terra Frentana e di Lanciano, e per la sua "Antica Topografia istorica del Regno di Napoli" (specialmente il II volume si Sanniti dell'Abruzzo Citeriore), e le "Scoverte patrie di antiche città distrutte della Regione dei Frentani" in 2 volumi, che praticamente risultano essere una trascrizione in italiano delle Antichità Frentane pollidoriane.
A Pollidori sono intitolate una strada di Fossacesia, la scuola elementare locale, e una strada traversa del corso Trento e Trieste a Lanciano; nonché è stata posta una lapide sulla facciata della chiesa del Santissimo Rosario di Fosscesia, in sua memoria.

## L'opera
Le opere edite da Pollidori sono:
- De Vita et Rebus Gestis Clementis XI Pontifici Maximi libri Sex, Urbino 1727
- Brutii a Calumnia de Inlatis Jesu Christo Domino Nostro tormentis et morte vindicati Dissertatio, Tip. San Michele a Ripa, Roma 1737
- Petri Pollidori Frentani De vita, gestis, et moribus Marcelli 2. pontificis maximi commentarius, typographia Hieronymi Mainardi, 1744
- Antonii De Ferrariis Galatei Vita ab Jo. Baptista Polidoro conscripta, manoscritto.

Il Pollidori lasciò un manoscritto intitolato Antiquitates Frentanorum (ossia le "Memorie storiche della città di Lanciano") in latino, scritto forse tra gli anni Trenta del '700 e tenuto in lavorazione sino al 1748, mai pubblicato durante la vita, se non in piccole parti, sicché il manoscritto originale suddiviso in 4 volumi presso la Società Napoletana di Storia Patria (da cui sono state tratte due copie per la Biblioteca provinciale di Chieti e la Comunale di Lanciano), ma consultata da vari storici a seguire, iniziando da Anton Ludovico Antinori, Omobono Bocache e Domenico Romanelli e poi Vincenzo Bindi, che ne rimproverarono il contenuto spesso e volentieri errato e con varie falsificazioni storiche a favore di famiglie nobili lancianesi (i critici hanno rilevato come Pietro per privilegiare il territorio Frentano e renderlo protagonista dei fatti storici, modificasse o interpolasse documenti storici per le sue dissertazioni, creando degli abili falsi storici risalenti al medioevo, che avrebbero dovuto confermare con certezza le sue dimostrazioni), o invenzioni, come il mito della fondazione della città da parte di Anxa compagno di Enea, seguendo la tradizione riportata anche dal suo storico predecessore Giacomo Fella nella Chronologia Urbis Anxani ("Storia cronologica di Lanciano"), studio anch'esso manoscritto conservato nella Biblioteca comunale di Lanciano; oppure giustificando l'assenza di importanti reperti archeologici romani nella città a causa di un cataclisma naturale che si sarebbe verificato nel 1000, facendo crollare la città romana di Anxanum, e la vallata. Si ricordano la collocazione della Contea dei Palearia di Isola del Gran Sasso nel territorio di Paglieta (Ch), la cacciata degli ebrei a Lanciano da parte dei normanni nel 1191, esagerate donazioni di conti lovali al monastero fossacesiano di San Giovanni in Venere, il.pittore lancianese Polidoro dei Renzi come inventore della famosa maiolica dipinta di Castelli (Te), e infine la collocazione di Pallanum presso Pollutri (Ch)
Giustificò anche la presenza dell'antica città di Anxanum nella località Santa Giusta, per l'affiorare di alcune lapidi tardo imperiali (IV-V secolo d.C.), che poi verranno studiate adeguatamente da Florindo Carabba per il suo saggio sulla Lanciano romana, inoltre sempre seguendo il Fella, il Pollidori creò il mito della leggendaria lancia di San Longino, colui che trafisse il costato di Cristo, collegandolo al nome stesso di Lanciano.
A Pietro e Giambattista suo fratello, è dedicata una lapide, gemella di quella dedicata al Romanelli, poste sui lati della facciata della chiesa del Rosario a Fossacesia, nonché una strada a Fossacesia, una scuola elementare e u8na via del Corso a Lanciano.

### Organizzazione delleAntiquitates Frentanorum

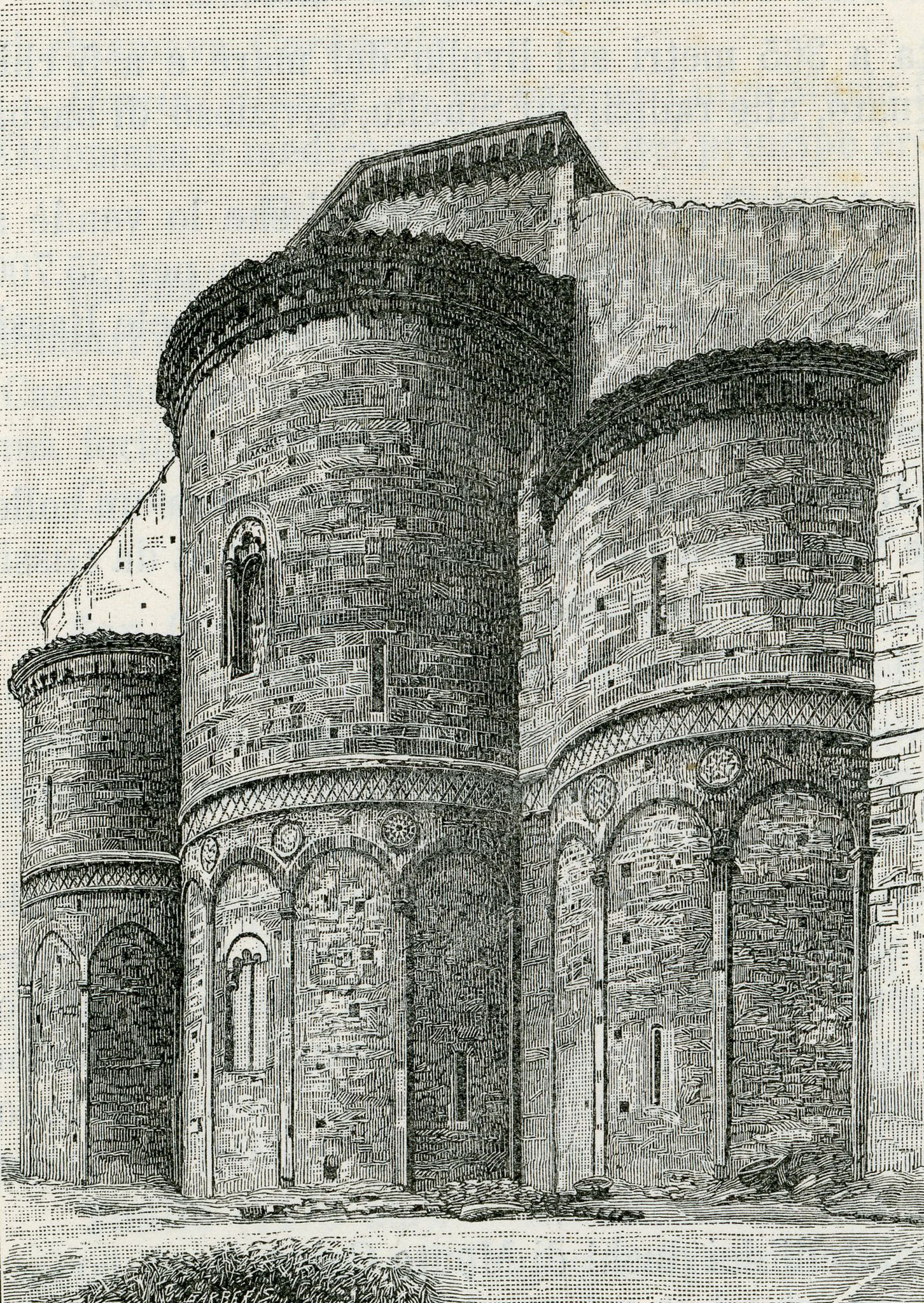
Incisione ottocentesca dell'abbazia di San Giovanni in Venere

Alcuni studiosi recenti, come Gianfranco Natale ed Emiliano Giancristofaro, hanno evidenziato il fatto che le interpolazioni e gli errori di Pollidori, già noti all'Antinori per la trascrizioni delle date (ad esempio un errore pollidoriano ha creato la leggenda, già nota al Fella, dell'antichità del culto della Madonna del Ponte a Lanciano riguardo al ritrovamento della statua bizantina nell'XI secolo nel ponte di Diocleziano dopo il terremoto), hanno a che fare con la frammentarietà delle 81 originali dissertazioni raggruppate post mortem dell'autore in 4 libri. E che le ricopiature successive hanno condotto nuovi errori e sviste sulle notizie riportate da Pollidori; errori che però l'abate Romanelli non ha corretto, limitandosi a mescolargli a degli appunti inediti antinoriani per la pubblicazione delle sue Antichità storico critiche dei Frentani a Napoli 1790.
Di recente uno studio di Chiara Ciccarelli ha fatto luce sui problemi dell'opera pollidoriana sui Frentani, e ha ricostruito la scaletta filologica di due blocchi di esemplari, i manoscritti latini della Società napoletana di Storia patria (68) e i restanti dell'archivio Giancristofaro a Lanciano. 
- Libro I: dissertazioni sulle origini dei Frentani, fondazione di Anxanum, mestieri antichi dei Frentani, porti ed empori dei Frentani
- Libro II: guerre sannitiche e rapporti dei Frentani con Roma. Uomini illustri e lapidi, alcuni castelli dei Frentani come Septe (Mozzagrogna), Buca, Pallanum.  Storia degli episcopi frentani come quelli di Lanciano, Ortona, Vasto, Termoli
- Libro III: altri castelli dei Frentani nell'attuale Molise, Uscosium, Cliternia, Larinum, Gerion o Gerunium (Provvidenti), le antiche chiese di Lanciano, trascrizione del Chronicon della scomparsa santo Stefano in Rivomaris, a Casalbordino.
- Libro IV: storia di Fossacesia e dell'abbazia di san Giovanni in Venere scritta dal fratello Giambattista Pollidori, ricopiatura (ritenuta da alcuni falsa) del Chronicon del monastero di Santo Stefano in Rivomaris, fatti storici e testimonianze dall'epoca longobarda, ai normanni, svevi, angioini e aragonesi.